# واقعی (ای‌پی)
واقعی (انگلیسی: True) اولین آلبوم چندآهنگه از خواننده-ترانه‌نویس آمریکایی سولانج که در ۲۷ نوامبر ۲۰۱۲ برای پلت‌فرم‌های دانلود دیجیتال منتشر شد. این آلبوم نظرات مطلوبی ازطرف منتقدان موسیقی دریافت کرد و به رتبه ۱۵۷ در بیلبورد ۲۰۰ ایالات متحده رسید.